# فيدا بيرترام
فيدا بيرترام (4 ديسمبر 1891 - 26 أغسطس 1912) (بالإنجليزية: Vedah Bertram)‏ هي ممثلة أفلام صامتة أمريكية. كان عملها الأول هو فيلم خطأ فتاة المزرعة و كان آخر ظهور لها فيلم برونشو بيلي مهزوم (1912).

## وصلات خارجية
- صفحة فيدا بيرترام IMDb
- صفحة فيدا بيرترام ALLMovie
- صفحة فيدا بيرترام FINDAGRAVE